# Gare de Jeumont
La gare de Jeumont est une gare ferroviaire française de la ligne de Creil à Jeumont, située sur le territoire de la commune de Jeumont, dans le département du Nord, en région Hauts-de-France.
Elle est mise en service en 1855 par la Compagnie des chemins de fer du Nord. C'est une gare de la Société nationale des chemins de fer français (SNCF), desservie par des trains TER Hauts-de-France.

## Situation ferroviaire
Établie à 126 mètres d'altitude, la gare de Jeumont est située au point kilométrique (PK) 237,922 de la ligne de Creil à Jeumont, entre la gare française de Recquignies et la gare belge d'Erquelinnes située sur la ligne belge 130A, de Charleroi-Central à Erquelinnes (frontière).
Pour permettre l'accès des trains mono-courant de la SNCB, la gare de Jeumont possède des voies dont les caténaires sont commutables. À l'aide d'un interrupteur protégé, on peut ainsi d'abord couper le courant, et passer du 3000 V continu SNCB au 25000 V alternatif 50 Hz SNCF, et vice-versa.

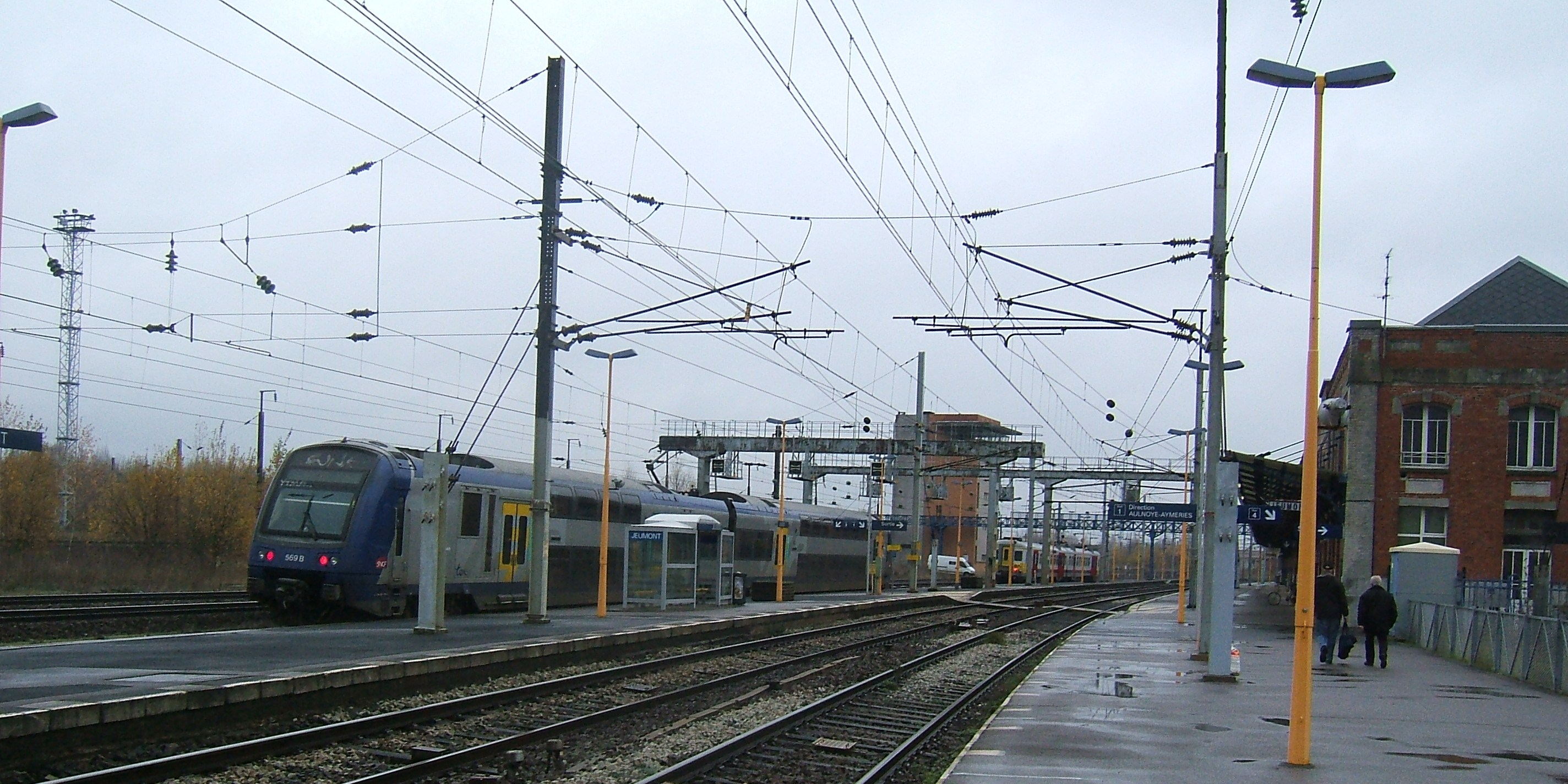
Intérieur de la gare.

## Histoire
La station de Jeumont est mise en service le 11 août 1855, par la Compagnie des chemins de fer du Nord lorsqu'elle ouvre la section d'Hautmont à Erquelinnes. Le bâtiment voyageurs définitif remplace le bâtiment provisoire en 1865. Le tableau du classement par produit des gares du département du Nord pour l'année 1862, réalisé par Eugène de Fourcy ingénieur en chef du contrôle, place la station de Jeumont au 19e rang, et au 45e pour l'ensemble du réseau du Nord, avec un total de 222 406,00 francs. Cela représente, dans le détail : 31 659,29 francs pour un total de 15 664 voyageurs transportés, la recette marchandises étant de 5 513,42 francs (grande vitesse) et 185 233,29 francs (petite vitesse).
Elle est agrandie en 1881 par l'architecte Danis. En août 1885, le Conseil général du Nord a communication de travaux en cours pour un agrandissement général de la gare.
Lors de la Première Guerre mondiale, la gare et les installations ferroviaires sont détruites par les Allemands. La gare sera reconstruite en 1920.
Jeumont était autrefois reliée à Namur par Erquelinnes et Charleroi par des trains express de la Compagnie du Nord - Belge, puis de la Société nationale des chemins de fer belges. En remplacement des anciennes liaisons express transfrontalières, la SNCB a prolongé huit de ses trains L Charleroi - Erquelinnes jusqu'à Jeumont pour assurer à Charleroi des correspondances vers Anvers, Bruxelles, Liège, Namur, etc.
Une partie des locaux de la gare, conçus pour un trafic et une activité beaucoup plus importante que celle que la gare peut connaître aujourd'hui ont été fermés. Ceux-ci sont à nouveau ouverts au public à la suite de leur reconversion en « plateforme d’art et de technologie numérique », par les agences Architecture Sophie Thomas et ARTEO Architectures. Les anciens locaux du fret ont été réaménagés en médiathèque.
Le 10 septembre 2012, la SNCB a cessé tout service voyageurs permettant de relier les gares de Jeumont et d'Erquelinnes. Depuis lors, les seuls trains de voyageurs qui passent encore la frontière à cet endroit sont des IC belges (IC 41) reliant, depuis la fin de 2018, Namur à Maubeuge, quatre fois par jour dans chaque sens, sans s'arrêter à Jeumont. Cependant, à partir du 11 décembre 2022, les IC précités, ayant comme seul arrêt intermédiaire Charleroi, sont supprimés ; toutefois, la relation omnibus (trains S63) entre Charleroi et Erquelinnes est alors prolongée jusqu'à Maubeuge, à nouveau sans s'arrêter à Jeumont.

## Service des voyageurs

### Accueil
Gare SNCF, elle dispose d'un bâtiment voyageurs, avec guichets (ouverts tous les jours sauf le week-end). Elle est équipée d'automates pour l'achat de titres de transport.

### Desserte
Jeumont est desservie par les trains TER Hauts-de-France (ligne d'Aulnoye-Aymeries à Jeumont).
La gare dispose de vastes installations, du fait de sa situation à la frontière belge et d'ancien terminus des trains en provenance de Paris-Nord. C'était aussi une grande base de départ des trains miniers vers le sud ou bien la mer. C'était aussi le terminus des trains express en provenance de Paris-Nord et qui ne poursuivaient pas en Belgique ou aux Pays-Bas, jusqu'à l'arrivée du TGV. Désormais, seuls les trains de fret parcourent de bout en bout la ligne de Creil à Jeumont ; cette dernière est également principalement empruntée par des TER et par des trains S63 Maubeuge – Charleroi (ne faisant pas d'arrêt à Jeumont).

### Intermodalité
La gare est desservie par les lignes A, 55, 55 Express, 61 et Citadine de Jeumont du réseau Stibus.

## Service des marchandises
Cette gare est ouverte au service du fret.

## Personnalités qui ont transité par la gare de Jeumont
- Le tsar de Russie Alexandre II s'est arrêté pour le déjeuner en gare de Jeumont, lors de son trajet pour Paris à la fin du mois de mai 1867, pour rencontrer Napoléon III à l'occasion de l'exposition universelle[11].
- Laurel et Hardy se sont arrêtés en gare de Jeumont à l'occasion d'une tournée européenne au début des années 1950 (des photos où on peut les voir plaisanter avec des cheminots sont visibles à la plateforme d'art et de technologie).
- Le roi Frédéric IX de Danemark fut accueilli officiellement, à son arrivée en France, en gare de Jeumont le 28 novembre 1950[12].
- Le commissaire Jules Maigret y mène une enquête dans la nouvelle de Georges Simenon publié en 1944, Jeumont, 51 minutes d'arrêt.

## Galerie de photographies

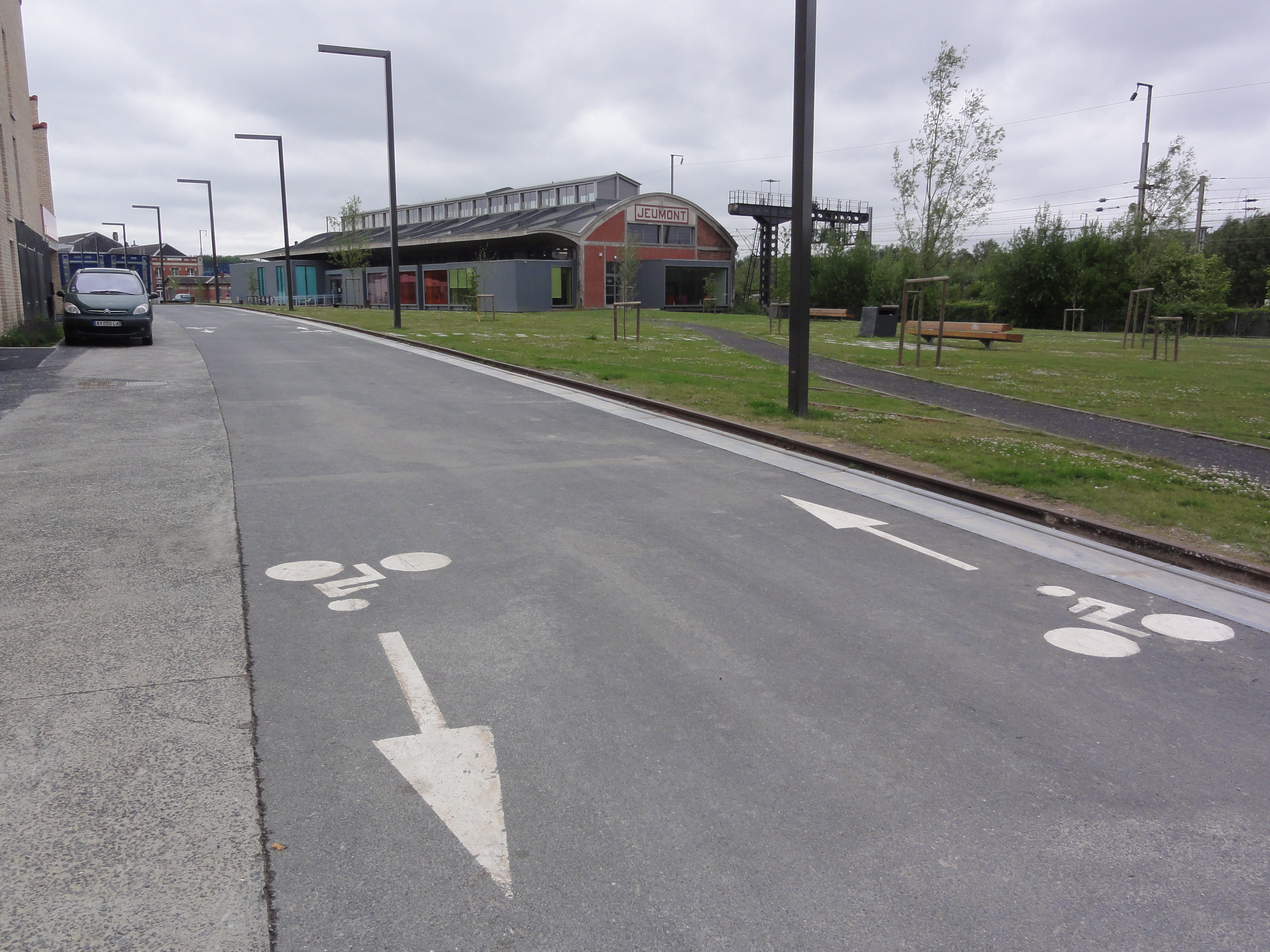
Accès à vélo
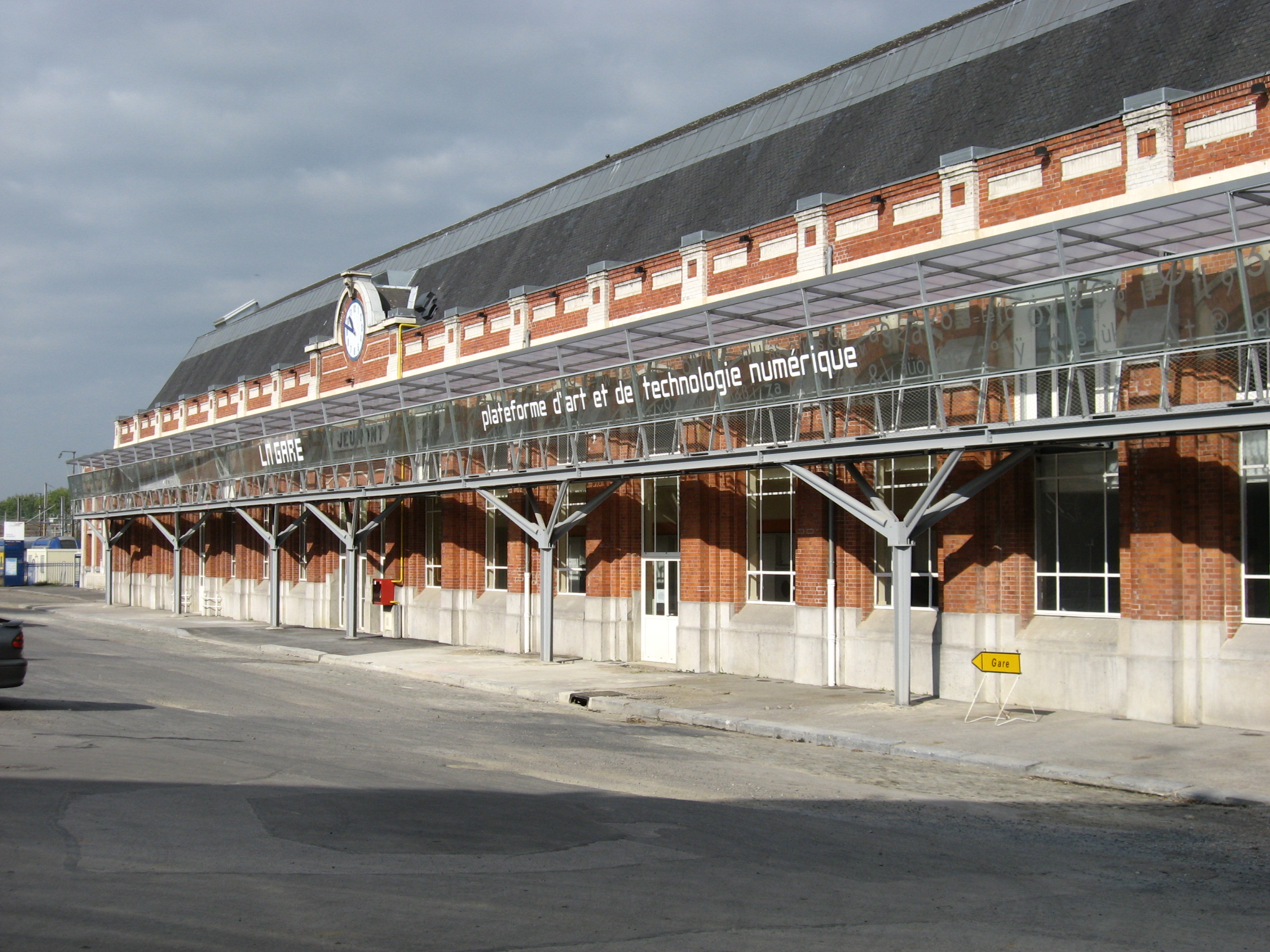
Ancien bâtiment restauré et réaffecté
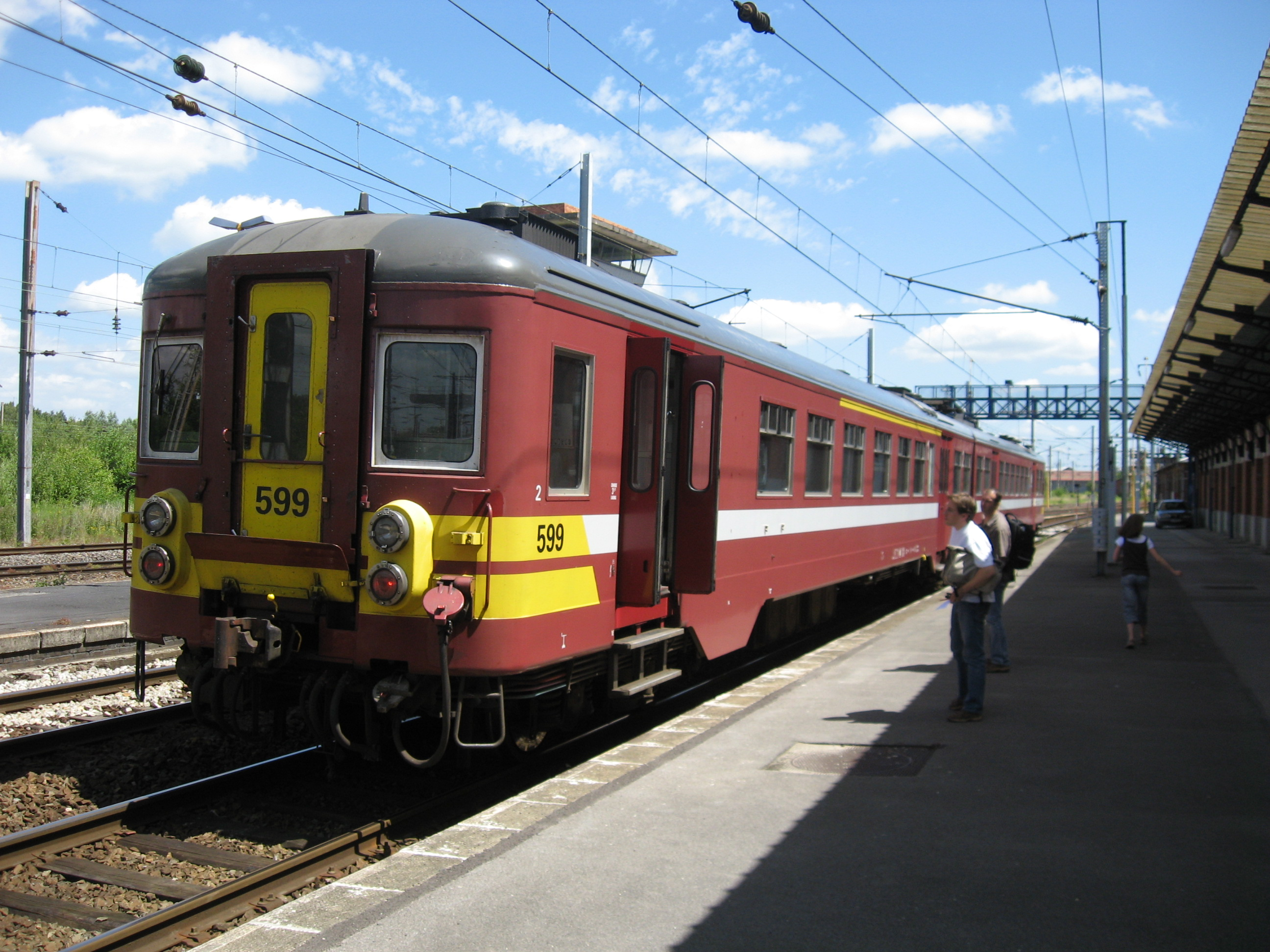
Train belge à quai en 2008.